# Акціонерне товариство механічних, гільзових та трубкових заводів П. В. Барановського

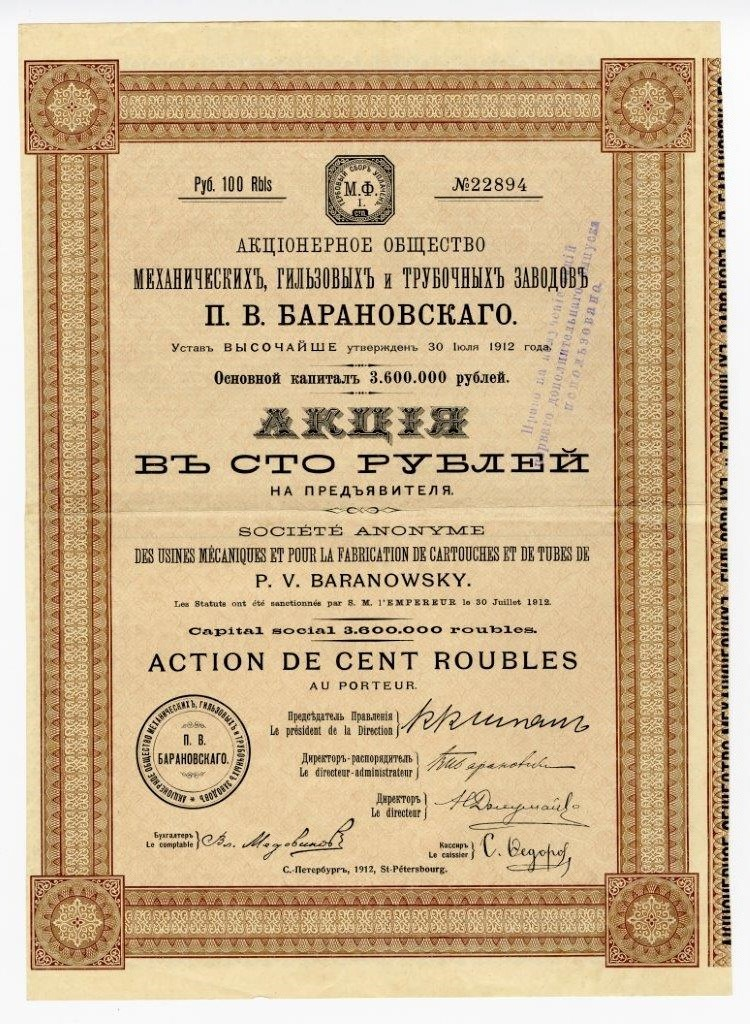
Акція у 100 руб. на пред'явника Акціонерного товариства механічних, гільзових та трубкових заводів П. В. Барановського з основним капіталом 3,6 млн. руб. Санкт-Петербург, 1912

Акціонерне товариство механічних, гільзових і трубкових заводів П. В. Барановського зареєстровано в 1912 в Санкт-Петербурзі (Статут Височайше затверджено 30 липня 1912) на базі заснованого там же в 1877 двоюрідними братами, П. В. та В. С. Барановськими заводу для виробництва артилерійських трубок (підривників) і патронних гільз (зараз це ВАТ «Компресор»).
Керував підприємством Петро Вікторович Барановський, чиє ім'я надалі й отримало Акціонерне товариство, відомий російський промисловець та розробник артилерійських озброєнь. Йому допомагав кузен Володимир Степанович, винахідник та конструктор перших систем скорострільної артилерії, син Стефана Барановського, педагога, інженера та винахідника у галузі кораблебудування та транспорту.
Спочатку підприємством вироблялися гарматні гільзи, підривники, гранати, снаряди, прилади спорядження та розрядження артилерійських патронів та преси для пережимання стріляних гільз. Перша скорострільна російська гармата, винайдена В. С. Баранівським і перший російський компресор також зроблено заводом Баранівських. 
У 1914 при статутному капіталі 13 200 000 руб. активи компанії склали 9 949 484 руб., прибуток - 1 118 444 руб., дивіденд - 13,5%. 
У роки Першої світової війни для потреб оборонної промисловості Росії товариством збудовано пороховий завод у м. Килимів Володимирської губернії.